# Mátyás Szandai

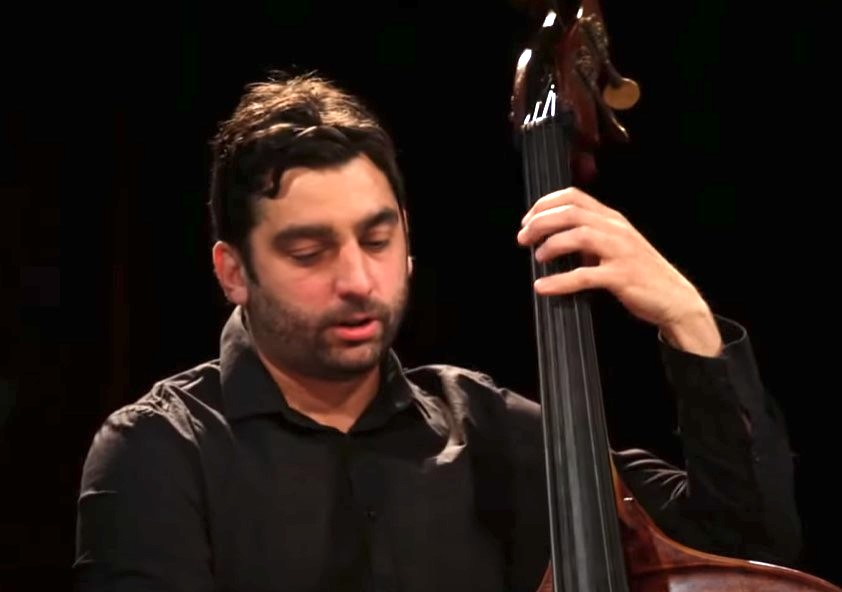
Mátyás Szandai, 2019

Mátyás Szandai (* 1. Juli 1977 in Balassagyarmat; † 29. August 2023) war ein ungarischer Jazzmusiker (Kontrabass, Komposition).

## Wirken
Szandai spielte seit seinem 16. Lebensjahr in verschiedenen Jazzbands. Er studierte klassischen Kontrabass bei Gergely Járdányi an der Franz-Liszt-Musikakademie in Budapest mit Abschluss 2004. Er studierte weiterhin klassische Komposition bei Jean-Michel Bardez am Conservatoire Hector Berlioz in Paris und Jazzharmonie bei Emil Spányi am Conservatoire National Supérieur de Musique et de Danse de Paris. Seit September 2017 studierte er an der Haute Ecole de Musique de Lausanne im Masterstudiengang.
Seit 1996 war Szandai Mitglied des Quartetts von Mihály Dresch, mit dem er vier Alben für BMC Records aufnahm, darunter Hungarian Bebop (mit Archie Shepp, 2002). Er gehörte zudem zum Quartett von Csaba Czirják, zum Septett von Csaba Tűzkő und zur Gruppe von Elemér Balázs, mit der er Alben wie Our Worlds Beyond (mit Charlie Mariano, 2003) veröffentlichte. Mit dem Geiger Mathias Lévy und dem Cimbalomspieler Miklós Lukács entstanden mit Bartók Impressions (2018) Improvisationen über von Bela Bartók gesammelte Volkslieder. Mit dem Pianisten Gregor Ftičar und dem Schlagzeuger Paolo Orlandi spielte er im Trio North-East. Weiterhin arbeitete er mit Kristóf Bacsó, Viktor Tóth, Gábor Gadó (Byzantinum, 2008), Dániel Szabó (Frictions, 2007 mit Kurt Rosenwinkel), Kálmán Oláh und András Dés, die gleichfalls zu den führenden ungarischen Jazzmusikern gehören, aber auch mit Kálmán Balogh, David Murray, Herbie Mann, Chico Freeman, Rosario Giuliani, William Parker, Rob Brown, Gerard Presencer, Chris Potter, Flavio Boltro, Zbigniew Namysłowski, Perico Sambeat, Didier Ithursarry und Ichirō Onoe. In den letzten Jahren lebte er in Paris. Im Bereich des Jazz war er laut Tom Lord zwischen 1997 und 2019 an 34 Aufnahmesessions beteiligt, zuletzt mit Thomas Grimmonprez (Big Wheel).
Szandai tourte in verschiedenen Konstellationen in Amerika und Indien und in fast allen Ländern Europas. Er interessierte sich besonders für World Jazz und die Traditionen der Volksmusik des Balkan, war aber auch an Produktionen mit Neuer Musik beteiligt.

## Preise und Auszeichnungen
Zwei Alben, an denen Szandai beteiligt war, wurden in der jährlichen Umfrage des ungarischen Jazzmagazins Gramofon als Jazz-Album des Jahres ausgezeichnet: Mihály Dresch Straight Music (2004), Viktor Tóth: Climbing with Mountains (2007).

## Diskographische Hinweise
- Mihály Dresch, Lafayette Gilchrist, Mátyás Szandai, Hamid Drake: Sharing the Shed (BMC, 2010)
- Michael Schiefel, Carsten Daerr, Miklós Lukács, Mátyás Szandai: Gondellied in the Sahara (BMC, 2010)
- Shirinov Dés Fenyvesi Szandai Maiden Tower (Hunnia Records 2017)
- Mátyás Szandai, Mathias Lévy, Miklós Lukács: Bartók Impressions (BMC, 2018)
- Sadhana (BMC 2019, mit Nelson Veras, Ricardo Izquierdo, Fabrice Moreau)

## Belege
1. ↑  Mátyás Szandai bei Rate Your Music (englisch)
2. ↑  Róbert Maloschik: Meghalt Szandai Mátyás. Nachruf. In: JazzMa.hu. 30. August 2023, abgerufen am 31. August 2023 (ungarisch).
3. ↑  Reinhard Köchl: Gregor Ftičar / Paolo Orlandi / Mátyás Szandai North East. In: Jazz thing. 9. Februar 2024, abgerufen am 27. April 2024.
4. ↑  Nachruf. In: kultura. 29. August 2023, abgerufen am 29. August 2023 (ungarisch).
5. ↑  Tom Lord The Jazz Discography (online, abgerufen am 30. August 2023)

| Personendaten    | Personendaten                                     |
| ---------------- | ------------------------------------------------- |
| NAME             | Szandai, Mátyás                                   |
| KURZBESCHREIBUNG | ungarischer Jazzmusiker (Kontrabass, Komposition) |
| GEBURTSDATUM     | 1. Juli 1977                                      |
| GEBURTSORT       | Balassagyarmat                                    |
| STERBEDATUM      | 29. August 2023                                   |